# John Taylor (baron Taylor d'Holbeach)
Pour les articles homonymes, voir John Taylor.
John Derek Taylor, baron Taylor de Holbeach, (né le 12 novembre 1943) est un homme politique conservateur britannique et ancien whip en chef du gouvernement à la Chambre des lords. 

## Biographie
Taylor est le fils de Percy Otto Taylor et Ethel Brocklehurst. Il fait ses études à l'école primaire Holbeach à Holbeach, Lincolnshire, à l'école St. Felix à Felixstowe et à l'école Bedford dans la ville du comté de Bedfordshire. 
Il siège au Comité exécutif du Conseil conservateur des East Midlands entre 1966 et 1998 et se présente dans la circonscription parlementaire de Chesterfield aux élections générales de février 1974 et octobre 1974. Il occupe de nombreux poste de bénévole du Parti conservateur et est créé Commandeur de l'Ordre de l'Empire britannique en 1992 pour service politique. Il est président de la Convention nationale conservatrice de 2000 à 2003 . Il est créé pair à vie avec le titre de baron Taylor de Holbeach, de la Hollande méridionale dans le comté de Lincolnshire, le 31 mai 2006. Il est membre honoraire des Amis conservateurs de Pologne . Il est nommé ministre subalterne au ministère de l'Environnement, de l'Alimentation et des Affaires rurales en septembre 2011  et transféré en septembre 2012 à un poste ministériel au ministère de l'Intérieur comme sous-secrétaire d'État parlementaire pour l'information criminelle . 
Le 6 août 2014, dans un mini-remaniement provoqué par la démission de la baronne Warsi, Lord Taylor est nommé au poste de capitaine de l'honorable corps des messieurs d'armes et whip en chef à la Chambre des lords , restant à ce poste jusqu'à la fin du gouvernement May. 